# Granges (Saône-et-Loire)
Granges ist eine französische Gemeinde mit 572 Einwohnern (Stand: 1. Januar 2022) im Département Saône-et-Loire in der Region Bourgogne-Franche-Comté. Die Gemeinde gehört zum Arrondissement Chalon-sur-Saône und zum Kanton Givry. Die Einwohner werden Grangeais genannt.

## Geographie
Granges liegt etwa zehn Kilometer westsüdwestlich von Chalon-sur-Saône. Umgeben wird Granges von den Nachbargemeinden Givry im Norden, La Charmée im Osten und Südosten, Saint-Germain-lès-Buxy im Süden und Südosten, Buxy im Süden, Bissey-sous-Cruchaud im Süden und Südwesten, Rosey im Westen und Südwesten sowie Saint-Désert im Nordwesten.

## Einwohnerentwicklung
| Jahr      | 1962 | 1968 | 1975 | 1982 | 1990 | 1999 | 2006 | 2013 |
| --------- | ---- | ---- | ---- | ---- | ---- | ---- | ---- | ---- |
| Einwohner | 175  | 156  | 158  | 216  | 313  | 299  | 465  | 523  |

## Sehenswürdigkeiten

Kirche Saint-Martin

- Kirche Saint-Martin